# みぃ
みぃ（11月18日 - ）は、近畿地方と中京圏を拠点に活動している日本のラジオパーソナリティ。セイプロダクション所属。

## 来歴
愛知県名古屋市出身。放送芸術学院専門学校卒業。
令和最初の日である2019年5月1日、自身の結婚をTwitter上で公表した。

## 出演
- ミッドナイト☆ジャングル（FM OSAKA、2009年4月[4] - 2012年3月）
- SWEET×SWEET（FM OSAKA、2010年10月 - 2012年3月）
- FM OSAKA Monthly Special GIRLS♡（FM OSAKA）
- あつまれ!MUSIC COASTER（FM OSAKA、2012年4月 - 2014年3月）
- サタデーエクスプレス（FM AICHI、2012年4月 - 2014年3月）
- よしもとラジオ高校〜らじこー（FM OSAKA、2014年4月 - ）
- MAXX BEAT（FM AICHI、2014年4月 - 2015年3月） - 水曜・木曜パーソナリティ
- @1 Countdown（@FM、2015年4月 - 2017年3月）
- LOVE+RED（FM OSAKA、2015年6月 - ）
- with you（朝日放送ラジオ、2018年10月 - 2021年1月） - 金曜深夜パーソナリティ